# Победа (Добрицька область)
Побе́да (болг. Победа) — село в Добрицькій області Болгарії. Входить до складу общини Добричка.

## Населення
За даними перепису населення 2011 року у селі проживали 916 осіб.
Національний склад населення села:
| Національність   | Кількість осіб | Відсоток |
| ---------------- | -------------- | -------- |
| болгари          | 509            | 61,3%    |
| цигани           | 290            | 34,9%    |
| турки            | 20             | 2,4%     |
| інша             | 6              | 0,7%     |
| не визначились   | 5              | 0,6%     |
| Всього відповіли | 830            |          |

Розподіл населення за віком у 2011 році:
Динаміка населення: